# 尼韦勒区
尼韦勒区（法語：Arrondissement de Nivelles）為比利時瓦隆布拉班特省的一個区。該區轄有27個市鎮，面積1090.56平方公里，2020年1月1日人口為405952人。该区是瓦隆布拉班特省唯一的区，範圍涵蓋整個瓦隆布拉班特省。在1995年之前，该区是原布拉班特省的三个区之一。

## 市鎮
尼韦勒区下辖以下市鎮：
| - 博沃尚（Beauvechain） - 布赖讷拉勒（Braine-l'Alleud） - 布赖讷堡（Braine-le-Château） - 沙斯特尔（Chastre） - 肖蒙-日斯图（Chaumont-Gistoux） - 库尔圣艾蒂安（Court-Saint-Étienne） - 热纳普（Genappe） - 格雷-杜瓦索（Grez-Doiceau） - 埃莱西讷（Hélécine） - 安库尔（Incourt） - 伊特尔（Ittre） - 若多涅（Jodoigne） - 拉于尔普（La Hulpe） - 拉讷（Lasne） | - 蒙圣吉贝尔（Mont-Saint-Guibert） - 尼韦勒（Nivelles） - 奥尔普-若什（Orp-Jauche） - 奥蒂尼-新鲁汶（Ottignies-Louvain-la-Neuve） - 佩尔韦（Perwez） - 拉米利（Ramillies） - 勒贝克（Rebecq） - 里克桑萨尔（Rixensart） - 蒂比兹（Tubize） - 维莱尔斯拉维尔（Villers-la-Ville） - 瓦兰（Walhain） - 滑鐵盧（Waterloo） - 瓦夫爾（Wavre） |